# Dibattiti di Putney
(Thomas Rainsborough ai dibattiti di Putney, 29 ottobre 1647)

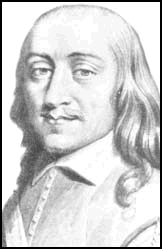
Thomas Rainsborough.

I dibattiti di Putney, tenutisi in tale località tra la fine di ottobre e l'inizio di novembre del 1647, sono i più noti tra i dibattiti dell'Esercito di Nuovo Modello inglese. All’interno del New Model, si erano venuti costituendo degli organi rappresentativi dei soldati e degli ufficiali, in un frangente di grandissimo fermento intellettuale e propagandistico, tale per cui, ormai da tempo, circolava una grande quantità di libelli e pamphlets di varia natura.

## Storia
Come ai dibattiti di Reading, a Putney si contrappongono le posizioni dei capi dell'esercito Oliver Cromwell e Henry Ireton, della fazione degli Indipendenti, con le richieste degli elementi più radicali portate avanti dai Livellatori, già contenute nell'opuscolo The case of the army truly stated (secondo gli studiosi opera, almeno principalmente, di John Wildman) e poi confluite nell'Agreement of the People.
Il 28 ottobre 1647, Oliver Cromwell, lord protettore della Gran Bretagna, dopo la vittoria del parlamento sul re Carlo I (poi decapitato il 30 gennaio 1649), aprì la riunione dichiarando: "L'assemblea è stata radunata per discutere faccende pubbliche; quelli che hanno qualcosa da dire su questo argomento, sono liberi di parlare".

In tale giorno si discusse su quanto vincolanti dovessero essere ritenuti gli impegni presi dall'esercito, con particolare riferimento al Solemn Engagement. Ireton si richiamava a un "generale fondamento di onestà, che cioè dobbiamo osservare i patti conclusi tra noi". Egli affermò in questa sede:  
(Henry Ireton)
I radicali sostenevano invece che se un impegno si rivelava contrario al bene del popolo e nuove proposte (come quelle dell'Agreement of People) rendevano un migliore servizio, era lecito ed anche doveroso accogliere queste ultime, abbandonando l'impegno assunto. John Wildman riteneva che l'impegno "ad obbedire alle leggi [...] anche se ingiuste" fosse "un principio assai pericoloso". Il colonnello Thomas Rainsborough ricordava che "non v'è nessuna delle giuste ed eque leggi che oggi sono un diritto innato del popolo inglese, che non sia stata a suo tempo una usurpazione dei privilegi una volta goduti dai suoi governanti". Un soldato della contea di Bedford (nei verbali non c'è il nome, ma si trattava forse di William Russell, "agente", ovvero rappresentante dei soldati, del reggimento di Whalley) affermò che "quanto al cambiamento di governo, che sembra tanto pericoloso, ammetto che vi possan essere molti pericoli, ma penso che certo ancora di più ve ne siano senza di esso. Giacché io credo che se mantenete il governo così com'è, e ci fate entrare il re, ciò può essere molto più pericoloso che cambiare il governo".
Gli Indipendenti erano favorevoli all'allargamento del suffragio, ma non al suffragio universale maschile. Ireton riteneva che il diritto di voto dovesse essere concesso soltanto a chi aveva "un interesse permanente fisso in questo paese". Si trattava delle "persone, che nel loro insieme, comprendono gli interessi propri di questo regno; cioè, le persone nelle cui mani è tutta la terra, e i membri delle corporazioni, che hanno nelle loro mani tutto il commercio".
A favore del voto per tutti si era espresso invece Thomas Rainsborough: "io penso veramente che l'essere più povero che vi sia in Inghilterra ha una vita da vivere quanto il più grande e perciò, signore, credo sia chiaro che ogni uomo il quale ha da vivere sotto un governo debba prima col suo consenso accettare quel governo; e ritengo che l'uomo più povero in Inghilterra non sia affatto tenuto a rigore a obbedire a quel governo che egli non ha avuto voce nel creare". Chiedeva poi per cosa stesse combattendo allora chi era entrato nell'esercito per il Parlamento contro il re se, a vittoria ottenuta, non avrebbero avuto il diritto di voto. A chi sosteneva che il possesso di terre dovesse costituire un titolo per il voto replicò con sarcasmo: "Dio sa come se le sono procurate". Quando Ireton affermò che il diritto di voto esteso a tutti avrebbe potuto mettere in pericolo il rispetto per la proprietà, Rainsborough disse che gli sarebbe piaciuto sapere come mai alcuni avevano proprietà ed altri no.
Davanti alla richiesta di giustificare l'affermazione per cui tutti avessero diritto a votare, egli si appellò al diritto naturale. A questo punto Ireton fece notare che il diritto naturale è sinonimo di anarchia. L'uomo non può e non deve basarsi su tale diritto, il quale permetterebbe di compiere qualsiasi atto. Chiunque infatti, per migliorare la propria condizione,  potrebbe rubare, distruggere o uccidere. Davanti a questa affermazione, Rainsbourough si appellò alle Scritture: non si devono compiere tali atti perché Dio li ha vietati.

### Testo dei dibattiti
- Puritanism and Liberty: being the Army Debates (1647-9) from the Clarke manuscripts with supplementary documents, selected and edited with an introduction by A. S. P. Woodhouse, London: Dent, 1966 (1ª ed.: 1938), pp.1-124.
- Puritanesimo e libertà: dibattiti e libelli, studio introduttivo, versione e note di Vittorio Gabrieli, Torino: Einaudi, 1956, pp.3-150.
- The Putney Debates, sul sito della University of Essex.
- 1647: The Putney Debates, Online Library of Liberty (da: Sir William Clarke, Puritanism and Liberty, being the Army Debates (1647-9) from the Clarke Manuscripts with Supplementary Documents, selected and edited with an Introduction by A.S.P. Woodhouse, foreword by A.D. Lindsay, Chicago: University of Chicago Press, 1951).